# Temnos
Temnos (gr. Témnos) - starożytne miasto na eolskim wybrzeżu Azji Mniejszej, niedaleko ujścia rzeki Hermos. Pochodził z niego retor Hermagoras, żyjący w II w. p.n.e.